# Ctenodecticus thymi
Ctenodecticus thymi is een rechtvleugelig insect uit de familie sabelsprinkhanen (Tettigoniidae). De wetenschappelijke naam van deze soort is voor het eerst geldig gepubliceerd in 1999 door Olmo-Vidal.
1. ↑  (en) Ctenodecticus thymi op de IUCN Red List of Threatened Species.